# Tressor Moreno
Malher Tressor Moreno (Riosucio, 11 januari 1979) is een Colombiaans profvoetballer die sinds 2013 onder contract staat bij de Colombiaanse club Atlético Huila. Hij speelt als aanvaller.

## Clubcarrière
Moreno begon zijn profcarrière bij Alianza Lima in Peru. Later speelde hij onder meer in Frankrijk, Mexico en zijn vaderland Colombia.

## Interlandcarrière
Moreno speelde 32 officiële interlands voor Colombia in de periode 2000-2008, en scoorde zeven keer voor de nationale ploeg. Hij maakte zijn debuut in de WK-kwalificatewedstrijd tegen Ecuador (0-0) op 25 juli 2000. Moreno nam met Colombia onder meer deel aan de strijd om de Copa América 2004, waar hij tweemaal scoorde.
| Interlandoelpunten | Interlandoelpunten | Interlandoelpunten    | Interlandoelpunten | Interlandoelpunten | Interlandoelpunten | Interlandoelpunten | Interlandoelpunten |
| #                  | Datum              | Wedstrijd             | Goal(s)            | Score              | Uitslag            | Wedstrijd          |                    |
| ------------------ | ------------------ | --------------------- | ------------------ | ------------------ | ------------------ | ------------------ | ------------------ |
| 1                  | 06/06/2004         | Colombia – Uruguay    | 20'                | 2 – 0              | 5 – 0              | WK-kwalificatie    |                    |
| 2                  | 27/06/2004         | Colombia – Argentinië | 22'                | 1 – 0              | 2 – 0              | Oefeninterland     |                    |
| 3                  | 06/07/2004         | Colombia – Venezuela  | 21' (pen.)         | 1 – 0              | 1 – 0              | Copa América       |                    |
| 4                  | 17/07/2004         | Colombia – Costa Rica | 45+2' (pen.)       | 2 – 0              | 2 – 0              | Copa América       |                    |
| 5                  | 08/06/2005         | Colombia – Ecuador    | 5'                 | 1 – 0              | 3 – 0              | WK-kwalificatie    |                    |
| 6                  | 08/06/2005         | Colombia – Ecuador    | 9'                 | 2 – 0              | 3 – 0              | WK-kwalificatie    |                    |
| 7                  | 10/07/2005         | Colombia – Honduras   | 30' (pen.)         | 1 – 0              | 1 – 2              | CONCACAF Gold Cup  |                    |

## Erelijst
Alianza Lima Perú
- Primera División Peruana

1999 (C)
 Atlético Nacional
- Copa Merconorte

2000
 América de Cali
- Copa Mustang

2002 (A)
 Independiente Medellín
- Copa Mustang

2002 (F)